# Mont Home
Le mont Home est une montagne du Nord-Kivu en République démocratique du Congo. Elle est située à quelques kilomètres à l’est de la ville de Beni. Sur son flanc méridional, la mine de Binga a une réserve de près de 2 millions de tonnes de pyrochlore.